# Sarayözü, Hamamözü
Sarayözü là một xã thuộc huyện Hamamözü, tỉnh Amasya, Thổ Nhĩ Kỳ. Dân số thời điểm năm 2010 là 298 người.